# Cyclobalanopsis sichourensis
Cyclobalanopsis sichourensis Hu – gatunek roślin z rodziny bukowatych (Fagaceae Dumort.). Występuje naturalnie w południowych Chinach – w południowo-wschodniej części prowincji Junnan.

## Morfologia
PokrójZimozielone drzewo dorastające do 20 m wysokości.
LiścieBlaszka liściowa jest skórzasta i ma kształt od podługowatego do owalnie eliptycznego. Mierzy 12–21 cm długości oraz 5–9 cm szerokości, jest piłkowana przy wierzchołku, ma klinową lub zaokrągloną nasadę i ostry wierzchołek. Ogonek liściowy jest nagi i ma 25–35 mm długości.
OwoceOrzechy o podługowatym kształcie, dorastają do 20 mm długości i 30–40 mm średnicy. Osadzone są pojedynczo w podługowatych miseczkach do 25% ich długości. Same miseczki mierzą 35–50 mm średnicy.

## Biologia i ekologia
Rośnie w wiecznie zielonych lasach. Występuje na wysokości od 800 do 1500 m n.p.m. Kwitnie od lutego do marca, natomiast owoce dojrzewają od sierpnia od listopada.